# 山田村 (愛知県)

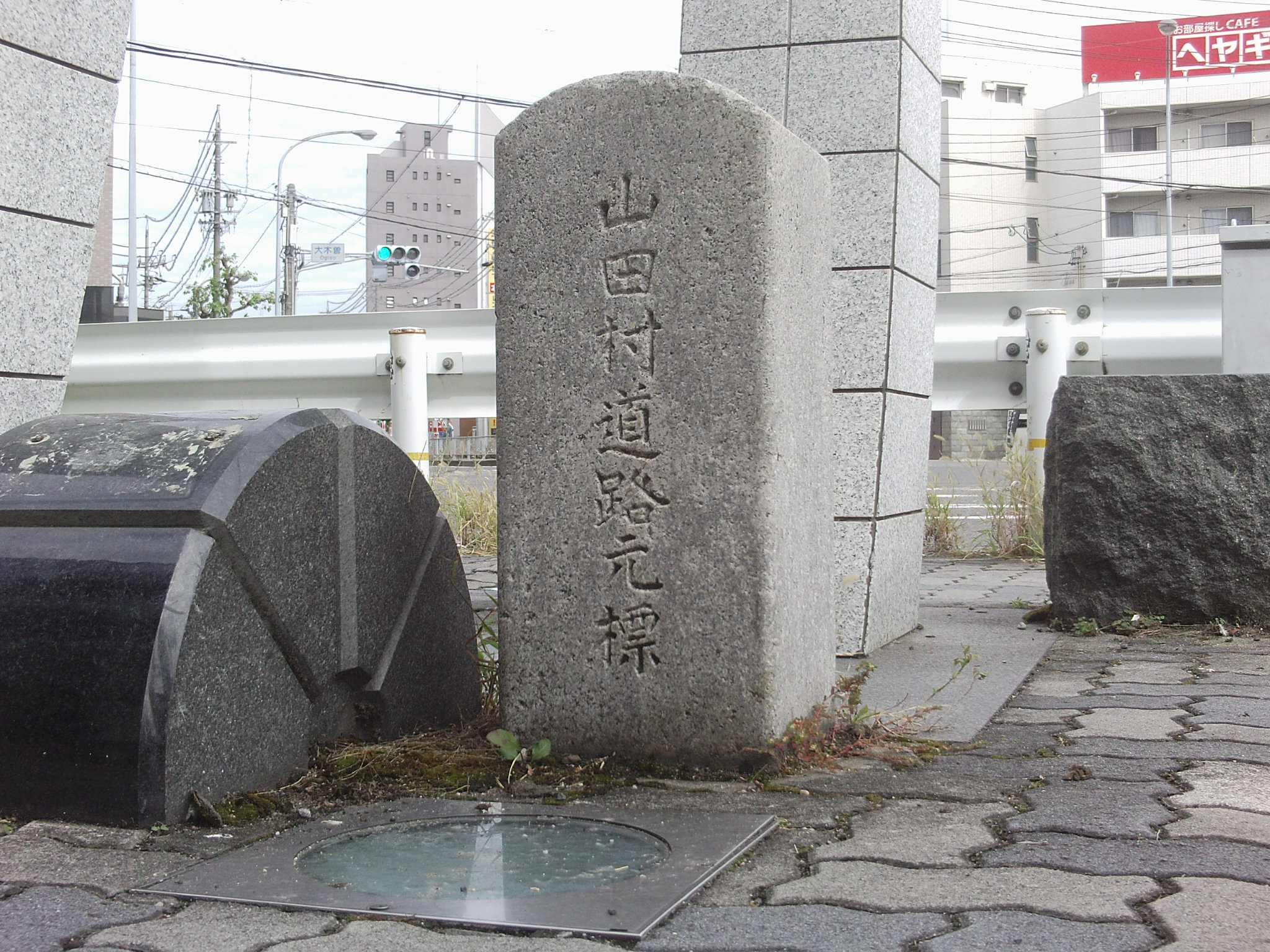
山田村道路元標

山田村（やまだむら）は、かつて愛知県西春日井郡にあった村。

## 歴史
荘園制下において村域は小田井荘および山田荘に属していた。
1906年（明治39年）、平田村、大野木村、比良村、上小田井村、中小田井村の5村が合併して成立した。村名について、上小田井村、中小田井村に共通し、荘園名でもあった「小田井」を推す声が2村からあったが、一部の村から採っていること、隣接する西枇杷島町に下小田井があり紛らわしいことから他の村は反対した。このことから、もう一方の荘園名の山田を採ったとされる。
町村合併促進法を受けて1955年に名古屋市に編入された。西区に編入され、各大字は山田町を冠した。また、山田村役場を転用して西区役所山田支所が設置された。

### 年表
- 1906年（明治39年）7月16日：西春日井郡の平田村、大野木村、比良村、上小田井村、中小田井村が合併して山田村となる[7]。
- 1955年（昭和30年）10月1日：名古屋市に編入され消滅[4]。

## 教育
- 山田村立山田小学校（現：名古屋市立山田小学校）[8]
- 山田村立山田中学校（現：名古屋市立山田中学校）[9]